# Арльский собор (около 442/444)
Арльский собор — поместный собор, проведённый в 444 или около 442 года.
Арльский церковный собор был проведён под председательством архиепископа Арля Илария. Количество участников этого собрания, по замечанию В. В. Солодовникова, неизвестно. По предположению Э. Лэндона, синод был собран из представителей нескольких церковных округов. Были приняты 56 канонов, почти полностью повторяющих установления ранее прошедших Арльского 314 года, Никейского, Оранского и Везонского соборов. Поводом же для организации послужило вторичное рассмотрение дела епископа Безансонского Хелидония, женатого на вдове. Ранее, в этом же году, Хелидоний был отторжен от сана по решению Безансонского собора, однако затем восстановлен римским папой Львом I, конфликтовавшим с Иларием. На Арльском соборе Хелидоний вновь лишился своего поста, но затем снова успешно апеллировал ко Льву I.